# 吳國華 (崇禎進士)
吳國華（1596年—1668年），字以文，號葵菴，南直隸宜興縣人，明朝政治人物、榜眼。

## 生平
吳國華出身於宜興吳氏科舉世家，生於萬曆二十四年（1596年）八月二十三日。國華自幼聰慧好學，萬曆四十六年（1618年）舉戊午科應天鄉試第六十九名，崇祯七年（1634年）高中第一甲第二名進士（榜眼），授翰林院編修，九年纪注起居，十二年充经筵日講官。崇禎十五年（1642年），擔任浙江鄉試主考官，升任國子監司業。此後因祖母去世，請假治喪，官至右春坊右谕德。
明亡，吳國華不再出仕，在家鄉閒居，自稱四香居士。康熙七年（1668年）七月十一日卒，年七十三。

## 著作
著有《四香居士集》。

## 家族
曾祖吴瀛；祖吴梁，廪生；父吴龍起，庠生。